# 오카와다무코엔역
오카와다무코엔역(일본어: 大川ダム公園駅)은 일본 후쿠시마현 아이즈와카마쓰시에 있는 아이즈 철도 아이즈 선의 역이다.

## 역사
- 1927년 11월 1일: 국유철도의 후나코 신호장(일본어: 舟子信号場)로 영업 개시.
- 1968년 10월 17일: 후나코 임시 승강장 개설.
- 1980년 12월 1일: 오카와 댐 건설로 인하여 이전.
- 1987년
  - 4월 1일: 일본 철도 민영화에 의하여 동일본여객철도(JR 동일본)에 계승됨과 동시에 후나코역으로 승격됨.
  - 7월 16일: 아이즈 철도로의 전환과 동시에 오카와다무코엔역으로 역명 변경.

## 역 구조
단선 승강장 1면 1선의 지상역으로 대합실만 있을 뿐 간소한 무인역이다.
역명판에는 "산천의 아름다운 언덕 길"로 표기되어 있다.

## 역 주변
- 와카고 호(오카와 댐)
- 와카고 호 히가시 공원
- 국도 제118호선

## 사진

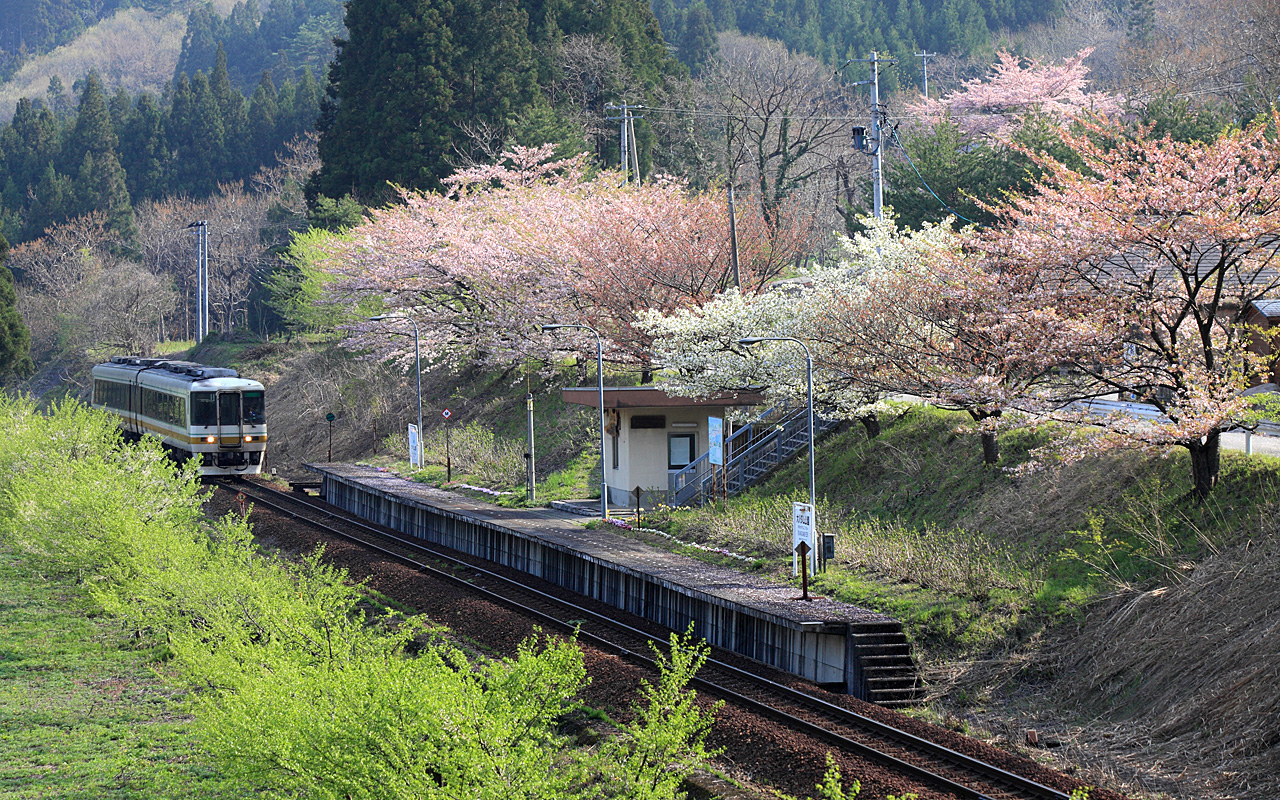
벚꽃이 만개한 오카와다무코엔 역

## 인접역
| 아이즈 철도 ■ 아이즈 선          | 아이즈 철도 ■ 아이즈 선                          | 아이즈 철도 ■ 아이즈 선                      |
| -------------------------------- | ------------------------------------------------ | -------------------------------------------- |
| 아시노마키온센 니시와카마쓰 방면 | □ 쾌속 "AIZU 마운트 익스프레스"(1호 이외) ■ 보통 | 아시노마키온센미나미 아이즈코겐오제구치 방면 |